# Yatomi
Yatomi è una città giapponese della prefettura di Aichi.